# Кальпонін-2
Кальпонін-2 (англ. Calponin 2) – білок, який кодується геном CNN2, розташованим у людей на короткому плечі 19-ї хромосоми.  Довжина поліпептидного ланцюга білка становить 309 амінокислот, а молекулярна маса — 33 697.
| 10         |  | 20         |  | 30         |  | 40         |  | 50         |
| ---------- |  | ---------- |  | ---------- |  | ---------- |  | ---------- |
| MSSTQFNKGP |  | SYGLSAEVKN |  | RLLSKYDPQK |  | EAELRTWIEG |  | LTGLSIGPDF |
| QKGLKDGTIL |  | CTLMNKLQPG |  | SVPKINRSMQ |  | NWHQLENLSN |  | FIKAMVSYGM |
| NPVDLFEAND |  | LFESGNMTQV |  | QVSLLALAGK |  | AKTKGLQSGV |  | DIGVKYSEKQ |
| ERNFDDATMK |  | AGQCVIGLQM |  | GTNKCASQSG |  | MTAYGTRRHL |  | YDPKNHILPP |
| MDHSTISLQM |  | GTNKCASQVG |  | MTAPGTRRHI |  | YDTKLGTDKC |  | DNSSMSLQMG |
| YTQGANQSGQ |  | VFGLGRQIYD |  | PKYCPQGTVA |  | DGAPSGTGDC |  | PDPGEVPEYP |
| PYYQEEAGY  |  |            |  |            |  |            |  |            |

A: Аланін

C: Цистеїн

D: Аспарагінова кислота

E: Глутамінова кислота

F: Фенілаланін

G: Гліцин

H: Гістидин

I: Ізолейцин

K: Лізин

L: Лейцин

M: Метіонін

N: Аспарагін

P: Пролін

Q: Глутамін

R: Аргінін

S: Серин

T: Треонін

V: Валін

W: Триптофан

Білок має сайт для зв'язування з молекулою актину, молекулою кальмодуліну. 